# Dove Cameron
Pour les articles homonymes, voir Cameron.
Cet article possède un paronyme, voir Dave Cameron.
Chloe Celeste Hosterman, dite Dove Cameron, est une actrice et autrice-compositrice-interprète américaine, née le 15 janvier 1996 à Seattle.
Elle devient célèbre grâce au double rôle-titre des jumelles Rooney dans la série Liv et Maddie pour lesquels elle a reçu un Daytime Emmy Awards du meilleur interprète dans une série télévisée pour enfants en 2018. Elle est également connue pour le rôle de Mal, la fille de Maléfique, dans la trilogie de téléfilms Descendants. Côté cinéma, elle a joué dans Secret Agency et Dumplin'.
En tant que chanteuse, elle a fait partie entre 2015 et 2016 du duo The Girl and the Dreamcatcher avec son ex-fiancé Ryan McCartan. Elle lance officiellement sa carrière de chanteuse en tant qu'artiste solo et indépendante avec son premier EP, Bloodshot / Waste en 2019.

## Biographie

### Enfance
Chloe Celeste Hosterman est née le 15 janvier 1996 à Seattle, dans l'État de Washington. Elle est la fille cadette de Philip Alan Hosterman (22 juillet 1944 - 18 octobre 2011), directeur d'une entreprise, et de Bonnie Jeanne Wallace (née le 16 avril 1964), coach d'acteur. Elle a une sœur aînée, Claire Zoë Hosterman (née le 10 mars 1989), qui est professeure de chant. Ses parents divorcent en 2010 après plus de vingt deux ans de mariage.
Elle a grandi sur l'Île de Bainbridge, toujours dans l'état de Washington. Elle a étudié à la Sakai Intermediate School. À l'âge de 8 ans, elle commence à faire du théâtre. Lorsqu'elle a 14 ans, elle déménage à Los Angeles en Californie avec sa famille. Elle étudie au lycée de Burbank et chante pendant leur championnat national. Son père décède en 2011, à l'âge de 67 ans, alors qu'elle est âgée de 15 ans. Elle change légalement son nom et devient Dove Olivia Cameron ; Dove correspond au surnom que son père lui donnait lorsqu'elle était enfant.
Étant d'origine française, Dove Cameron a appris à parler la langue française et a passé beaucoup de temps en France pendant son enfance. Elle est également d'ascendance russe, slovaque et hongroise. Elle a été victime de harcèlement scolaire dès le CM2 jusqu'en Terminale. Cette expérience lui a permis de se concentrer sur ses rêves plutôt que sur le regard des gens.

### Ses débuts etLiv et Maddie(2012-2014)

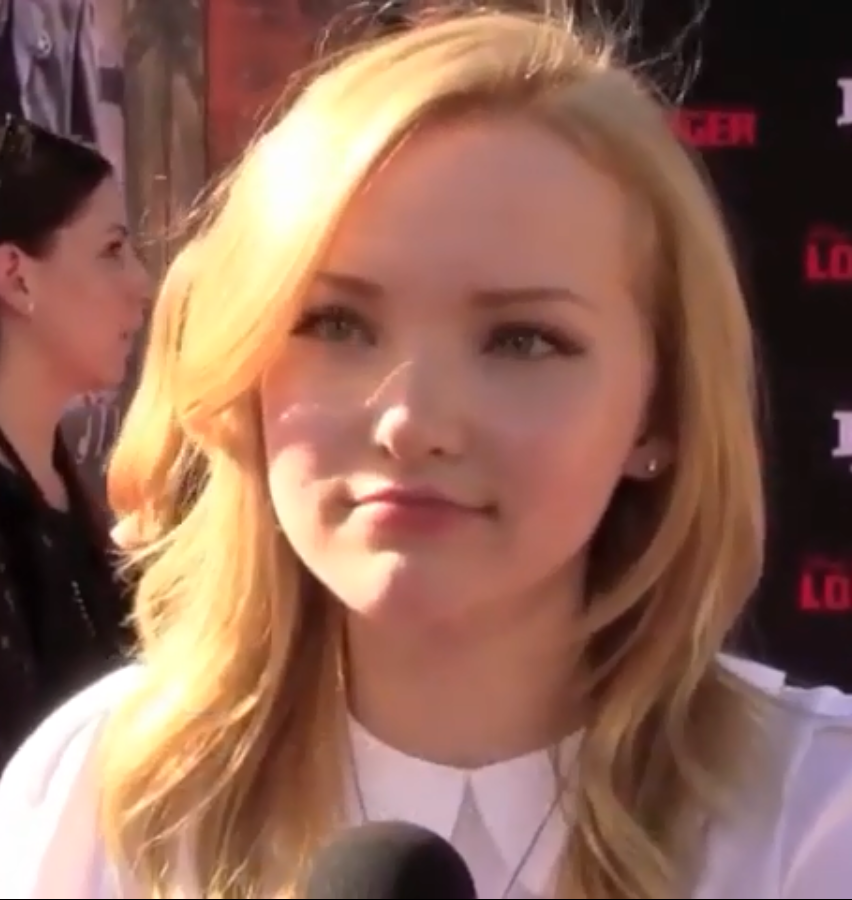
Dove Cameron en 2013.

En 2012, à l'âge de 16 ans, Dove Cameron commence sa carrière d'actrice en décrochant le rôle récurrent de Holly Herkimer à partir de la deuxième saison de la série télévisée Shameless. Mais elle sera remplacée au bout de quelques épisodes par l'actrice Danika Yarosh, sans aucune explication. Par la suite, elle apparaît le temps d'un épisode dans la série Mentalist, pour jouer une version adolescente et alternative de la fille du personnage principal Patrick Jane.
Poursuivant progressivement sa carrière à la télévision, elle rejoint la distribution principale du pilote de la nouvelle série Disney Channel intitulée Bits and Pieces, qui se centre sur le quotidien d'une famille, dans laquelle elle tiendrait le rôle de Alanna. Quelques mois après le tournage du pilote, la chaîne annonce, à la suite d'une grande modification scénaristique, que la série s'intitulera finalement Liv et Maddie, cette fois centrée sur la vie différente de jumelles, dont Dove Cameron sera l'interprète au centre de l'histoire. Cette nouvelle tentative, étant plus convaincante que la première, est officiellement confirmée et commandée, devenant ses premiers principaux rôles.
Le 19 juillet 2013, le premier épisode de Liv et Maddie est diffusée en avant-première aux États-Unis. Le lancement est un succès et le premier épisode bat rapidement le record du lancement le plus vu de la chaîne. La série est officiellement lancée le 15 septembre 2013 sur Disney Channel. En plus de cette réussite d'audience, le programme est également un succès critique et arrive à en avoir d’excellentes, qui saluent notamment la performance de l'actrice à jouer deux rôles totalement différents. Face à tous ces succès, la série devient l'une des meilleures productions de la chaîne à être appréciées par le public, surtout les enfants et les jeunes. Quant à Dove Cameron, elle se fait révéler par ce phénomène et accède ainsi à la lignée des plus grandes égéries de Disney Channel, parmi les autres de sa génération.
En août 2013, Dove Cameron commence sa carrière de chanteuse en interprétant une reprise de la chanson On Top of the World du groupe Imagine Dragons pour Liv et Maddie. La chanson sort en tant que single promotionnel et se place rapidement dans les Billboard Digital Songs Charts puis en octobre 2013, elle sort une nouvelle version du générique de la série, Better in Stereo, toujours en tant que single promotionnel. La chanson devient vite numéro 1 des Billboard Digital Songs Charts et devient donc le premier single de Dove Cameron à être numéro 1 des charts.
En janvier 2014, elle tourne son premier long-métrage avec le téléfilm Cloud 9 : l'ultime figure, diffusé sur Disney Channel puis elle annonce être en train de préparer son premier album studio sans préciser si elle a signé avec un label.

### DescendantsetThe Girl and the Dreamcatcher(2015-2017)
En mai 2015, Dove Cameron fait ses débuts au cinéma dans la comédie d'action indépendante Secret Agency aux côtés d'acteurs connus comme Hailee Steinfeld, Jessica Alba ou encore Samuel L. Jackson, réalisée par Kyle Newman et distribuée au cinéma par A24 Films. Le film est sorti directement en vidéo pendant l'été en France après avoir été un échec critique et commercial dans son pays d'origine,.
Elle joue ensuite dans le téléfilm événementiel Descendants, toujours pour Disney Channel. Dans ce téléfilm qui met en scène les enfants de plusieurs héros et méchants des classiques du studio Walt Disney Pictures, elle joue Mal, la fille de Maléfique. Diffusé le 31 juillet 2015, le téléfilm est un gros succès critique et public, et bat les records d’audiences aux États-Unis,. Quant à sa bande originale, elle atteint la première place des Billboard 200 pendant sa première publication. Ces succès donnent ainsi naissance à une franchise avec plusieurs produits dérivés et d'autres adaptations médiatiques. Quelques mois plus tard, elle reprend son rôle de Mal mais cette fois-ci en tant que doubleuse pour la série télévisée d'animation Descendants : Génération méchants.
En septembre 2015, Dove Cameron annonce avoir formé un duo, The Girl and the Dreamcatcher, avec son petit ami de l'époque, l'acteur et chanteur Ryan McCartan. Le même mois, les deux interprètent chacun un personnage principal dans le film fantastique tiré de l'œuvre de R. L. Stine, Monsterville : Le Couloir des horreurs, sorti directement en vidéo. Le duo commence une carrière avec son premier single Written in the Stars sorti le 5 octobre 2015 et prépare son premier album studio au cours de l'année suivante. En mai 2016, après avoir réalisé plusieurs tubes, leur carrière évolue avec l'annonce officielle de leur premier EP, Negatives, qui contient deux singles déjà réalisés et quatre nouvelles chansons, disponible sur iTunes pour le 29 juillet 2016. Mais en octobre 2016, Ryan McCartan annonce la séparation du couple, entraînant la fin du duo.
En 2016, toujours dans l'univers de Descendants, elle apparaît le temps d'un clip vidéo de Genie in a Bottle, reprise moderne du hit des années 1990 de la chanteuse Christina Aguilera. À la fin de cette année, elle interprète Amber Von Tussle dans le téléfilm live Hairspray Live!, adapté de la comédie musicale Hairspray elle-même basée sur le film homonyme de 1988. Elle retrouve à l'occasion Kristin Chenoweth qui a dernièrement joué sa mère Maléfique dans Descendants et qui va également interpréter le personnage de sa mère dans le téléfilm. Spécialement joué et diffusé en direct à la télévision, il connaît de ce fait un large succès d'audience.
Le 24 mars 2017, Disney Channel diffuse l'épisode final de Liv et Maddie, qui clôt la série après quatre saisons de 80 épisodes, dont cette dernière saison est sous-titrée Cali Style, devenant l'un des programmes de la chaîne à se conclure à cette phase ; puis en juillet 2017, Dove Cameron retrouve le personnage de Mal dans Descendants 2, suite du téléfilm à succès. Premier Disney Channel Original Movie à être diffusé sur six chaînes du groupe Disney, il dépasse les succès du premier téléfilm et considéré comme l'un des téléfilms les plus rentables de l'histoire, ce qui favorise la réputation de la franchise.
En septembre 2017, Dove Cameron dévoile via un écran géant à Times Square, la sortie prochaine de son premier single en tant qu'artiste solo, Talks About. Peu après, elle fait ses premiers pas au théâtre en interprétant Sophie Sheridan lors d'une représentation unique de la célèbre comédie musicale Mamma Mia ! au Hollywood Bowl.

### Marvel,Emmy Awardset théâtre (2018-2020)
En décembre 2017, Dove Cameron rejoint l'univers cinématographique Marvel en décrochant un rôle dans la cinquième saison de la série télévisée Marvel : Les Agents du SHIELD. Dans la série, elle interprète Ruby Hale, la fille du Général Hale et fait sa première apparition en mars 2018.
Le 21 mars 2018, elle annonce avoir signé avec la maison de disques Columbia Records qui devrait prochainement sortir Talks About, son single précédemment annoncé. Le même jour, il est annoncé qu'elle est nommée pour la première fois aux Emmy Awards, pour la cérémonie des Daytime Emmy Awards, dans la catégorie Meilleur interprète dans une série télévisée pour enfants pour ses rôles dans la série Liv et Maddie, prix qu'elle décroche le 27 avril 2018.
En 2018, elle prête sa voix au personnage de Gwen Stacy, qu'elle avait déjà doublée dans la série Ultimate Spider-Man, dans la franchise d'animation Marvel Rising dont chaque production est centrée sur un personnage différent. La première, qui est un shortcom sous-titré Initiation, est d'ailleurs centrée sur son personnage. Même si elle n'apparaît pas dans l'attendu téléfilm de la franchise, elle chante par ailleurs la chanson pour le téléfilm, Born Ready.
En novembre 2018, Dove Cameron rejoint la distribution de l'adaptation en comédie musicale du film culte Clueless qui se tiendra en jusqu'au mois de janvier 2019 dans un théâtre Off-Broadway à New York et dans laquelle elle joue le personnage principal, Cher Horowitz, rendu célèbre par Alicia Silverstone dans le film. Avec ce rôle, elle fait ses débuts en Off-Broadway. C'est également la première fois qu'elle fait partie de la distribution originale d'une production théâtrale. Le mois suivant, elle est à l'affiche de Dumplin', un film original du service Netflix dans lequel elle joue aux côtés de Danielle Macdonald et Jennifer Aniston.
En 2019, elle reprend une dernière fois le rôle de Mal dans Descendants 3, troisième et dernier volet de la trilogie ; un téléfilm dédié à la mémoire du défunt acteur Cameron Boyce mort peu avant la diffusion. Pour introduire le téléfilm, elle joue dans le premier court-métrage de la franchise Sous l'Océan : Une histoire de Descendants mais aussi pour sa promotion Halloween, elle double une nouvelle fois son personnage dans un autre en stop-motion Wicked Wood : A Descendants Halloween Story,. Alors que le téléfilm rencontre également le succès, elle prête sa voix pour le film d'animation Angry Birds : Copains comme cochons, suite de Angry Birds, le film adapté du jeux vidéo éponyme. La même année, elle retrouvera les planches du théâtre avec le rôle de Clara Johnson dans la comédie musicale récompensée aux Tony Awards, The Light in the Piazza, pour deux productions : elle enchaîne d'abord le rôle dans son adaptation londonienne au Royal Festival Hall de Londres du juin en juillet 2019 puis elle poursuit à Los Angeles au Dorothy Chandler Pavilion en octobre 2019,. Les productions de cette comédie musicale seront représentées en continu à Chicago et en Australie, mais l'actrice sera remplacée pour lui permettre de se focaliser dans d'autres projets artistiques. Elle a d'ailleurs débuté dans le milieu du design et lance quatre collections de lunettes de soleil, en collaboration avec Privée Reveau.
Le 27 septembre 2019, après des années de préparation et d'attente, Dove Cameron lance officiellement sa carrière de chanteuse en tant qu'artiste solo et indépendante avec ses deux premiers singles Bloodshot et Waste, exclusivement en audio. Un clip vidéo du second est sorti le même jour mais avec un décalage horaire tandis que celui du premier est sorti le 8 novembre 2019,. Vu qu'ils sont sortis le même jour, les deux titres font donc l'objet d'un EP, orienté dans le synthpop qui s'alterne dans le même thème même si Bloodshot parle de perte d'une personne et Waste exprime l'effet d'un sentiment intense. Elle continue sa carrière prometteuse et sort son troisième single So Good, une chanson coécrite avec Julia Michaels dans un rythme plus hypnotique, sorti en audio puis en vidéo le 1er novembre 2019. Elle termine l'année avec son quatrième single Out Of Touch le 5 décembre 2019.
Fin mars 2020, elle dévoile via son compte Instagram son cinquième single Remember Me en collaboration avec la rappeuse BIA, qui sort le 10 avril 2020. Ce single, qui marque sa première collaboration, est disponible en audio et en clip lyric.
En dépit de cette progression musicale, elle garde un pied dans sa carrière d'actrice et commence d'ailleurs à s'éloigner des productions familiales de Disney en étant annoncée à l'affiche de deux thrillers. Elle tient en effet le premier rôle féminin du thriller psychologique porté par RJ Mitte, Isaac, mais également un rôle dans la première réalisation de l'acteur B. J. Novak, Vengeance. Néanmoins, ce dernier film ne dépasse pas encore la phase du tournage en raison de la pandémie COVID-19.
Le 24 juillet 2020, elle sort un nouveau single intitulé We Belong. Plusieurs rumeurs sur celui-ci circulent. Il ferait en effet partie de la BO du film After : Chapitre 2 avec Josephine Langford et Hero Fiennes-Tiffin. Grâce à des indices et à la révélation du teaser ainsi que du trailer le 27 juillet 2020, la participation de la chanteuse est confirmée. Depuis la sortie de la bande annonce le single a vu un pic d'écoute gigantesque, propulsant la chanteuse à un niveau au-dessus. Dove a d'ailleurs partagé sa collaboration avec le film sur les réseaux sociaux.

### Premier album (depuis 2022)
En février 2022, Dove Cameron sort un nouveau morceau intitulé Boyfriend, qui fait le buzz sur le réseau social TikTok et compte plus de 200 millions de stream. Le single se place à la 16e position dans le classement Billboard Hot 100. Durant l'été 2022, elle sort deux autres singles : Breakfast et Bad Idea, avant de sortir Girl Like Me en fin d'année 2022.
En 2023, Dove Cameron sort de nombreuses collaborations : We Go Down Together avec Khalid, Use Me (Brutal Hearts) avec Diplo et Sturgill Simpson, puis Other Boys avec Marshmello. En septembre 2023, elle annonce lors des MTV Video Music Awards qu'elle va sortir son premier album en deux parties ; la première partie s'intitule Alchemical: Vol. 1 et sortira le 1er décembre 2023.

### Vie privée
Dove Cameron est ouvertement bisexuelle.
En août 2013, elle devient la compagne de l'acteur et chanteur américain Ryan McCartan, son partenaire dans la série Liv et Maddie. Ils se fiancent en avril 2016, mais se séparent six mois plus tard, en octobre. Ils tenaient tous les deux une chaîne YouTube sur laquelle ils postaient régulièrement des vidéos d'eux reprenant des chansons d'autres artistes, et entre 2015 et 2016, ils formaient ensemble le duo The Girl and the Dreamcatcher. Elle a ensuite partagé la vie de l'acteur écossais Thomas Doherty de décembre 2016 à octobre 2020.
En novembre 2023, Dove Cameron officialise son couple avec le rockeur italien Damiano David, leader du groupe Måneskin.

## Filmographie

### Cinéma
- 2015 : Secret Agency (Barely Lethal) de Kyle Newman : Liz Larson
- 2018 : Dumplin' d'Anne Fletcher : Bekah Cotter
- 2019 : Angry Birds : Copains comme cochons (The Angry Birds Movie 2) de Thurop Van Orman et John Rice : Ella (voix)
- 2021 : ISSAC de Josh Webber : Cassi

### Télévision

#### Téléfilms
- 2014 : Cloud 9 : L'Ultime figure (Cloud 9) de Paul Hoen : Kayla Morgan
- 2015 : Monsterville : Le Couloir des horreurs (R.L. Stine's Monsterville: The Cabinet of Souls) de Peter DeLuise : Beth
- 2015 : Descendants de Kenny Ortega : Mal
- 2016 : Hairspray Live! de Kenny Leon et Alex Rudzinski : Amber Von Tussle
- 2017 : Descendants 2 de Kenny Ortega : Mal
- 2018 : Sous l'Océan : Une histoire de Descendants (Under the Sea: A Descendants Short Story) (court-métrage) de Scott Rhea : Mal
- 2019 : Descendants 3 de Kenny Ortega : Mal
- 2019 : Wicked Woods: A Descendants Halloween Story (court-métrage) de Melissa Goodwin Shepherd : Mal (voix)
- 2021 : Descendants : Le Mariage royal (Descendants: The Royal Wedding) de Salvador Simó : Mal (voix)

#### Séries télévisées
- 2012 : Shameless : Holly Herkimer (saison 2, épisodes 4)
- 2012 : Mentalist (The Mentalist) : Charlotte Anne Jane (saison 5, épisode 2)
- 2013 : Malibu Country : Sienna (saison 1, épisode 8)
- 2013 - 2017 : Liv et Maddie (Liv and Maddie) : Olivia « Liv » Rooney / Madison « Maddie » Rooney / Helga Rooney
- 2015 : Austin et Ally (Austin & Ally) : Bobbie (saison 4, épisode 6)
- 2015 - 2017 : Descendants : Génération méchants (Descendants: Wicked World) : Mal (voix)
- 2016 : Ultimate Spider-Man : Gwen Stacy / Spider-Gwen (voix - saison 4, épisode 18)
- 2017 : Star Wars : Les Aventures des Freemaker (LEGO Star Wars: The Freemaker Adventures) : Becky Smoochenbache (voix - saison 2, épisode 13)
- 2017 : The Lodge : Jessica « Jess » (rôle récurrent, saison 2)
- 2018 - 2020 : Marvel : Les Agents du SHIELD (Marvel's Agents of SHIELD) : Ruby Hale (rôle récurrent, saison 5 à 7)
- 2018 : Soy Luna : elle-même (saison 3, 1 épisode)
- 2018 : Marvel Rising: Initiation : Gwen Stacy / Spider-Gwen (voix)
- 2018 : Angie Tribeca : Grace (saison 4, épisode 2)
- 2019 : Marvel Rising : Les Épisodes spéciaux (Marvel Rising Specials) : Gwen Stacy / Spider-Gwen (voix - 5 épisodes)
- 2021 - 2023 : Schmigadoon! : Betsy McDonough
- 2022 - 2024 : Big Nate de Mitch Watson : Ellen Wright (voix)
- 2025 : Obsession de Lisa Zwerling et Karyn Usher : Ciara

## Théâtre
- 2017 : Mamma Mia ! au Hollywood Bowl : Sophie Sheridan (représentation unique)
- 2018-2019 : Clueless: The Musical au Pershing Square Signature Center : Cheryl « Cher » Horowitz (distribution Off-Broadway originale)
- 2019 : The Light in the Piazza au Royal Festival Hall : Clara Johnson (distribution londonienne originale)

## Discographie

### Singles
- Bloodshot (2019)
- Waste (2019)
- So Good (2019)
- Out Of Touch (2019)
- Remember Me (Avec Bia) (2020)
- We Belong (2020)
- Lazybaby (2021)
- Taste Of You (Avec Rezz) (2021)
- Boyfriend (2022)
- Breakfast (2022)
- Bad Idea (2022)
- Girl Like Me (2022)
- We Go Down Together (Avec Khalid) (2023)
- Use Me (Brutal Hearts) (Avec Diplo, Sturgill Simpson et Johnny Blue Skies) (2023)
- Other Boys (Avec Marshmello) (2023)
- Lethal Woman (2023)
- Sand (2023)
- Too Much (2025)
- French Girl (2025)
- Romeo (2025)

## Clips vidéos

### Actrice
- 2015 : Believe de Shawn Mendes (pour Descendants)
- 2019 : Graduation de Benny Blanco

### Chanteuse
- 2013 : Better in Stereo (pour Liv et Maddie)
- 2015 : What a Girl Is avec Christina Grimmie et Baby Kaely (pour Liv et Maddie)
- 2016 : Genie in a Bottle (dans l'univers de Descendants)
- 2017 : Ways to Be Wicked avec le cast de Descendants 2 (pour Descendants 2)
- 2018 : 
  - Born Ready (pour Marvel Rising)
  - Stronger (What Doesn't Kill You) avec China Anne McClain (pour Under the Sea: A Descendants Story)

### Chanteuse en solo
- 2019 : 
  - Bloodshot
  - Waste
  - So Good
- 2019 : Out of Touch
- 2020 : We Belong
- 2021 : 
  - LazyBaby
  - Taste of You (avec Rezz)
- 2022 : 
  - Boyfriend
  - Breakfast
- 2023 : 
  - We Go Down Together
  - Use Me (Brutal Hearts)
  - Lethal Woman (Visualizer)
  - Sand

### AvecThe Girl and the Dreamcatcher
- 2015 : 
  - Written in the Stars
  - All I Want for Christmas Is You
  - Have Yourself a Merry Little Christmas
- 2016 : 
  - Glowing In The Dark
  - Make You Stay

## Distinctions

### Récompenses
- Daytime Emmy Awards 2018 : meilleur interprète dans une série télévisée pour enfants pour Liv et Maddie
  - Kids' Choice Awards 2020 : meilleure actrice dans un film pour Descendants 3
  - MTV Video Music Awards 2022 : meilleure nouvelle artiste

### Nominations
- Teen Choice Awards :
  - 2014 : révélation féminine à la télévision pour Liv et Maddie
  - 2015 et 2016 : meilleure actrice dans une comédie à la télévision pour Liv et Maddie
- Kids' Choice Awards : 
  - 2016 : meilleure actrice de télévision pour Liv et Maddie
  - 2017 : meilleure star féminine de télévision pour Liv et Maddie